# جهان جدید

نقشه زباستیان مونستر از خشکی نو، نخستین‌بار در سال ۱۵۴۰ منتشر شد.

نقشهٔ جهان در سال ۱۵۲۹ که آمریکا را خشکی نو خوانده است.

بَرّ جدید (به معنای: خشکی نو)، جهان جدید، ینگه دنیا یا «جهان نو» (به انگلیسی: New World) نامی است که بیشتر برای نیم کره باختَری زمین، به ویژه قارهٔ آمریکا به کار می‌رود. این اصطلاح در آغاز سَده شانزدهم میلادی، در دوران اکتشاف اروپایی، اندکی پس از اینکه کاوشگر ایتالیایی، آمریگو وسپوچی، به این نتیجه رسید که آمریکا یک قارهٔ جدید است، گسترش پیدا کرد و پس از آن یافته‌های خود را در جزوه‌ای به نام  موندوس نووس(به معنای جهان نوین) منتشر کرد. این درک افق دید جغرافی‌دانان کلاسیک اروپایی را که تصور می‌کردند جهان متشکل از آفریقا، اروپا و آسیا است، که در مجموع به عنوان بَرّ قدیم «خشکی کهن، جهان کهن» یا آفرو–اوراسیا نامیده می‌شود، گسترش داد. و همچنین از قاره آمریکا به عنوان چهارمین بخش جهان نیز یاد می‌شد.

## پیشینه

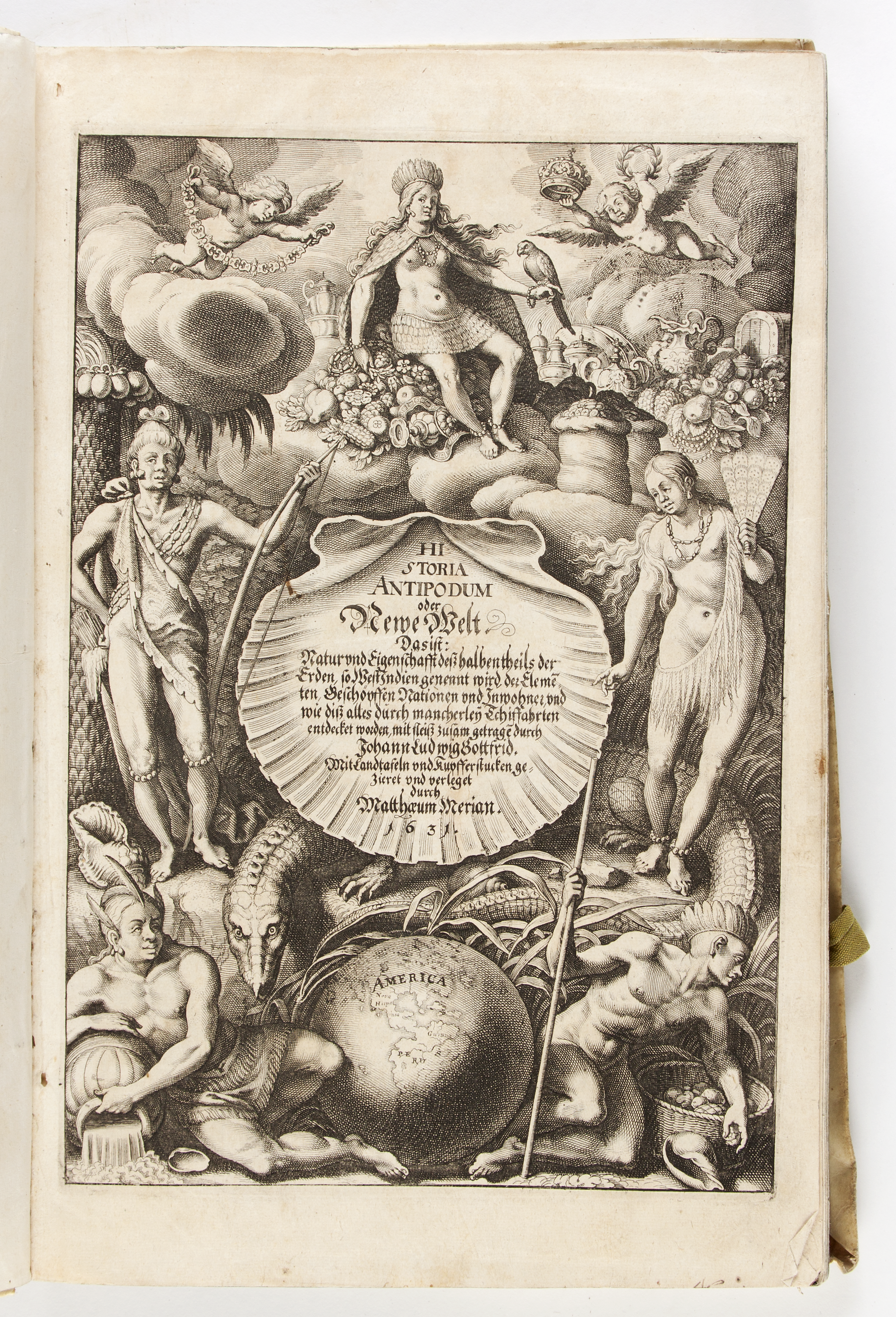
تاریخچه بر جدید، ماتیوس مریان، ۱۶۳۱

اصطلاحات بَرّ جدید و بَرّ قدیم در تقابل با هم به منظور تمایز قلمرو زیست‌جغرافیایی است که در زمینه‌های گوناگونی مانند تاریخ، طبقه‌بندی جانوری و گیاهی وغیره معنا می‌دهند.
اصطلاح بَرّ جدید برای نخستین‌بار در آغاز سَده شانزدهم، با توجه به سفرهای اکتشافی کریستف کلمب و متعاقب آن استعمار اروپاییان در آمریکا استفاده شد. هنوز هم معمولاً هنگام بحث در مورد این رویدادها از نظر تاریخی استفاده می‌شود. به دلیل فقدان جایگزین، این اصطلاح در بحث جمعی در مورد قاره آمریکا و جزایر اقیانوسی نزدیک، مانند جزیره برمودا و جزیره کلیپرتون نیز کاربرد دارد.
در زمینه زیستی، گونه‌ها می‌توانند به آن‌هایی تقسیم شوند که در بر قدیم و در بر جدید یافت می‌شوند.